# Rhomboplites aurorubens
Rhomboplites aurorubens – gatunek ryby z rodziny lucjanowatych, jedyny przedstawiciel rodzaju Rhomboplites.

## Występowanie
Zachodnia część Oceanu Atlantyckiego, rejony raf koralowych na głębokościach 40–300 m p.p.m.

## Charakterystyka
Dorasta do 60 cm długości.
Poławiana jako ryba konsumpcyjna.